# Sân bay quốc tế Corfu
Sân bay quốc tế Corfu, "Ioannis Kapodistrias" (tiếng Hy Lạp: Κρατικός Αερολιμένας Κέρκυρας, "Ιωάννης Καποδίστριας") hay Sân bay quốc tế Ioannis Kapodistrias (Capodistrias) (mã sân bay IATA: CFU, mã sân bay ICAO: LGKR) là một sân bay thuộc chính phủ trên đảo thuộc Hy Lạp Corfu ở Kerkyra, phục vụ cả các chuyến bay thường lệ và thuê chuyến từ các thành phố châu Âu. Thời điểm hoạt động cao điểm của sân bay này là vào mùa hè, giữa tháng 4 và tháng 10.